# Hong Kong Phooey
Hong Kong Phooey (czyt. Hong Kong Fu-I, oryg. Hong Kong Phooey) – serial animowany produkcji amerykańskiej z 1974 roku.
Emitowany był na kanale Boomerang, a wcześniej również na kanale Cartoon Network.

## Bohaterowie
- Pacek – woźny. Jest trochę głupi. Gdy przybywa fala przestępstw przebiera się za Hong Kong Phooey, żeby ich powstrzymać.
- Spot – kot policyjny. Zawsze pomaga Hong Kong Phooey w aresztowaniu przestępców.
- Flint – sierżant. Jest szorstki dla Packa.
- Rosmary – telefonistka. Bardzo lubi Hong Kong Phooey i chce, żeby pracował dla policji.

## Wersja polska
Opracowanie wersji polskiej: Start International Polska

Reżyseria: Ewa Złotowska

Tekst piosenki czołówkowej: Katarzyna Wojsz-Saaid

Dialogi polskie:
- Anna Celińska (odc. 1-2),
- Elwira Trzebiatowska (odc. 3-4, 8, 11),
- Maria Etienne (odc. 5-7),
- Katarzyna Wojsz-Saaid (odc. 9-10, 15-16),
- Krystyna Subocz (odc. 12),
- Magdalena Dwojak (odc. 13-14)

Dźwięk i montaż: Janusz Tokarzewski

Kierownictwo muzyczne: Marek Klimczuk

Kierownik produkcji: Bogumiła Adler

Udział wzięli:
- Zbigniew Suszyński – Hong Kong Phooey / Pacek
- Mieczysław Morański – Spot
- Iwona Rulewicz – Rosmary
- Marek Obertyn – Sierżant

oraz
- Wojciech Paszkowski –
  - Klaun (odc. 5),
  - Presto (odc. 7)
- Anna Apostolakis – Pani S (odc. 5)
- Jerzy Mazur –
  - Eric (odc. 6),
  - Mocny Joe (odc. 16)
- Aleksander Mikołajczak –
  - Profesor (odc. 6, 10),
  - Kędzior (odc. 16)
- Jacek Bończyk –
  - Gumożuj (odc. 7),
  - Doktor Donikąd (odc. 14),
  - Honcho (odc. 16)
- Andrzej Gawroński –
  - Rocky (odc. 7),
  - Chrupek (odc. 13),
  - Burmistrz (odc. 15)
- Robert Tondera –
  - Don Pedro (odc. 10),
  - Mściciel Marey (odc. 16)
- Adam Bauman –
  - Lektor,
  - Goldfisher (odc. 11)
- Jarosław Boberek –
  - Kciuk (odc. 11),
  - Wierszokleta (odc. 12),
  - Zaczyn (odc. 13),
  - Tornado (odc. 14),
  - Szeryf (odc. 16)
- Wojciech Machnicki –
  - Tomblakowy Jim (odc. 13),
  - Blaszany Nochal (odc. 16)
- Zbigniew Konopka –
  - Placek (odc. 13),
  - Szrink (odc. 15),
  - Bysior (odc. 16)
- Marek Frąckowiak – McMazgaj (odc. 16)
- Ewa Złotowska
- Cynthia Kaszyńska

Śpiewał: Piotr Gogol

## Odcinki
- Serial emitowany był przez Cartoon Network i przez Boomerang.
- Emitowana jest tylko jedna seria (16 odcinków).

## Spis odcinków
| Nr             | Polski tytuł                            | Angielski tytuł                    |
| -------------- | --------------------------------------- | ---------------------------------- |
|                |                                         |                                    |
| SERIA PIERWSZA |                                         |                                    |
|                |                                         |                                    |
| 01             | Złodzieje samochodów                    | Car Thieves                        |
| 01             | Fatalny brylant                         | Zoo Story                          |
|                |                                         |                                    |
| 02             | Zakuty łeb                              | Iron Head, The Robot               |
| 02             | Zwinna rączka                           | Cotton Pickin’ Pocket Picker       |
|                |                                         |                                    |
| 03             | Fałszywa babcia                         | Grandma Goody                      |
| 03             | Moc świec                               | Candle Power                       |
|                |                                         |                                    |
| 04             | Kradzieże w wieżowcach                  | The Penthouse Burglaries           |
| 04             | Gang Świrusów                           | Batty Bank Mob                     |
|                |                                         |                                    |
| 05             | Elektryczny rabuś                       | The Voltage Villain                |
| 05             | Śmieszek                                | The Giggler                        |
|                |                                         |                                    |
| 06             | Lustereczko powiedz przecie             | Mirror, Mirror On The Wall         |
| 06             | Magia filmu                             | Great Movie Mystery                |
|                |                                         |                                    |
| 07             | Gumożuj                                 | The Gumdrop Kid                    |
| 07             | Profesor Presto                         | Professor Presto                   |
|                |                                         |                                    |
| 08             | Telewizja czy wizja                     | TV or Not TV                       |
| 08             | Koniokrady                              | Stop Horsing                       |
|                |                                         |                                    |
| 09             | Don Pedro vel Zimnica                   | The Abominable Snowman             |
| 09             | Profesor Krzyżówka                      | Professor Crosshatch               |
|                |                                         |                                    |
| 10             | Szczypiec                               | The Claw                           |
| 10             | Hong Kong Fu-i kontra Hong Kong Fu-i    | Phooey vs. Phooey                  |
|                |                                         |                                    |
| 11             | Nagroda Pana Sierżanta                  | Goldfisher                         |
| 11             | Zielony Kciuk                           | Green Thumb                        |
|                |                                         |                                    |
| 12             | Wierszokleta                            | From Bad To Verse                  |
| 12             | Fałszerze pieniędzy                     | Kong and the Counterfeiters        |
|                |                                         |                                    |
| 13             | Złodzieje pociągów                      | The Great Choo Choo Robbery        |
| 13             | Złodzieje z piekarni                    | Patty Cake, Patty Cake, Bakery Man |
|                |                                         |                                    |
| 14             | Pan Tornado                             | Mr. Tornado                        |
| 14             | Niewidzialny Złodziej                   | The Little Crook Who Wasn’t There  |
|                |                                         |                                    |
| 15             | Doktor Kameleon                         | Dr. Disguiso                       |
| 15             | Ciągle pada                             | The Incredible Mr. Shrink          |
|                |                                         |                                    |
| 16             | Hong Kong Fu-i i Dziki Zachód (Część 1) | Comedy Cowboys (Part 1)            |
| 16             | Hong Kong Fu-i i Dziki Zachód (Część 2) | Comedy Cowboys (Part 2)            |
|                |                                         |                                    |